# Benjamín Rojas
Benjamín Rojas Pessi (La Plata, 16 aprile 1985) è un attore, cantante, compositore e musicista argentino.

## Biografia
Nasce a La Plata, in Argentina, da Juan Carlos Rojas e Rosalinda Pessi. È il minore di tre fratelli; Carlos María, Juan Luis e Milagros. È il padrino di Aurora, figlia di Felipe Colombo.
Secondo varie riviste, è considerato tra gli uomini più sexy dell'Argentina.

### Carriera
Inizia la sua carriera con la telenovela Chiquititas di Cris Morena, nel 1998, dove interpreta Yago e poi successivamente nel 1999 dove interpreta Bautista, partecipando anche al film del 2001. Nel 2002 recita nella telenovela Rebelde Way, interpretando Pablo Bustamante, e forma insieme a Felipe Colombo, Camila Bordonaba e Luisana Lopilato, la band Erreway, sciolta nel 2004, dopo il film Erreway: 4 caminos girato nello stesso anno. Nel 2004 e 2005 recita nella telenovela Flor - Speciale come te, dove interpreta Franco Fritzenwalden.
Nel 2007 partecipa alla telenovela Teen Angels, dove interpreta prima il ruolo di se stesso nella prima stagione, e poi quello di Cacho nella terza stagione. Ha lavorato per vari film tra cui La leyenda. Nel 2008, ha firmato un contratto con Disney Channel per la realizzazione della serie Jake & Blake. Oltre alle serie TV, ha lavorato anche in teatro, con Flor - Speciale come te, Il libro della giungla, nel ruolo di Mowgli e Alma pirata, nel ruolo di Cruz Navarro. Dal 3 agosto 2011 è co-protagonista insieme a Lali Espósito nella telenovela di Telefe Cuando me sonreís, dove interpreta il ruolo di Juan Segundo "Juanse" Murfi.
Dal 2012 al 2014 ha creato la band RoCo, con i suoi colleghi e amici Felipe Colombo e Williie Lorenzo, che entrambi hanno fatto parte della band Erreway.

## Vita privata
Ha avuto una relazione con Camila Bordonaba, conosciuta sul set di Chiquititas. Da aprile 2005 a fine 2008 ha avuto una relazione con l'attrice María del Cerro. Dal 2011 ha una relazione con la pasticcera Martina Sánchez Acosta, da cui il 21 dicembre 2018 è nata Rita.

## Filmografia

### Cinema
- Chiquititas: Rincón de luz, regia di José Luis Massa (2001)
- Erreway: 4 caminos, regia di Ezequiel Crupnicoff (2004)
- Kluge, regia di Luis Barone (2007)
- La leyenda, regia di Sebastián Pivotto (2008)
- Horizontal/Vertical, regia di Nicolás Tuozzo (2009)
- El abismo, todavía estamos, regia di Gustavo Adrián Garzón (2011)
- La noche del Chihuahua, regia di Guillermo Grillo (2013)
- En busca del muñeco perdido, regia di Facundo Baigorri e Hernán Biasotti (2016)
- Ojalá vivas tiempos interesantes, regia di Santiago Van Dam (2017)

### Televisione
- Chiquititas – serial TV (1998-2001)
- Rebelde Way – serial TV (2002-2003)
- Flor - Speciale come te (Floricienta) – serial TV (2004-2005)
- Alma pirata – serial TV (2006)
- Teen Angels (Casi Ángeles) – serial TV (2007-2009)
- Jake & Blake – serie TV (2009-2010)
- Quelli dell'Intervallo Cafe – serie TV (2010)
- Cuando me sonreís – serial TV (2011)
- Atrapados – serie TV (2011)
- Lynch – serie TV (2012-2013)
- Solamente vos – serial TV (2013)
- Mis amigos de siempre – serial TV (2013-2014)
- Tu cara me suena – programma TV, concorrente, 2º posto (2015)
- Rizhoma Hotel – serial TV (2018)
- Mi hermano es un clon – serial TV (2018)
- Bienvenidos a bordo – programma TV (2020)
- Dos 20 – serie TV, 1 episodio (2022)
- Margarita – serial TV, 1 episodio (2024)

## Discografia

### Da solista

#### Album in studio
- 2017 – Polarizado

### Con i RoCo

#### Singoli
- 2013 – Como baila la novia
- 2013 – Pasaron años
- 2013 – Gira
- 2013 – Quien se ha tomado todo el vino
- 2013 – Tornado

### Colonne sonore
- 1998 – Chiquititas vol. 4
- 1999 – Chiquititas vol. 5
- 2000 – Chiquititas vol. 6
- 2001 – Chiquititas vol. 7
- 2001 – Chiquititas: Rincón de luz
- 2004 – Floricienta y su banda
- 2005 – Floricienta 2
- 2006 – Alma pirata
- 2010 – Jake & Blake

## Teatro
- Chiquititas (1998-2001)
- Floricienta, en vivo tour (2004-2005)
- Floricienta, princesa de la terraza tour (2005)
- Floricienta, el tour de los sueños (2006-2007)
- Huicio husto (2012)
- Al final del arco iris (2014)
- El otro lado de la cama (2016-2017)
- Se alquila! (2018)
- Una semana nada más (2019-2021)
- Escape Room (2024-in corso)

## Tournée
- 2002/03 – Tour Señales
- 2003/04 – Tour Nuestro Tiempo
- 2004 – Gira de Despedida de Erreway
- 2006 – Erreway: Gira de España
- 2025 – Juntos otra vez

## Riconoscimenti
- Kids' Choice Awards Argentina
  - 2013 – Candidatura al Miglior attore per Solamente vos[19]
- Estrella de Mar
  - 2017 – Miglior attore per El otro lado de la cama[20]

## Doppiatori italiani
Nelle versioni in italiano delle opere in cui ha recitato, Benjamín Rojas è stato doppiato da:
- Paolo Corridore e Gabriele Lopez in Flor - Speciale come te[21]
- Renato Novara e Alessio Nissolino in Rebelde Way[22]
- Francesco Pezzulli in Jake & Blake[23]